# 民法現代語化
民法現代語化（みんぽうげんだいごか）または民法口語化（みんぽうこうごか）とは、日本の民法典の可読性を向上させるべく、2004年（平成16年）から2005年（平成17年）にかけて行われた、民法典の語句の言い換えと平易な文体の採用を目的とした法改正をいう。

## 沿革
現行法の基盤となった民法典は1896年に公布、1898年に施行されたもので、元は全て歴史的仮名遣、文語体で書かれていた。家族法の箇所は戦後の1947年（昭和22年）に、現代仮名遣いの口語体が採用されたが、第一篇から第三篇までの総則・財産法の箇所はなお文語体が用いられていた。その後、20世紀の末葉から、残部についても現代日本語文法を採用すべきとの主張が興った。その結果、2004年（平成16年）11月25日に、第161回国会において民法の一部を改正する法律（平成16年法律第147号）が可決。同年12月1日に公布され、2005年（平成17年）4月1日より、現代日本語文法化された新たな民法典が施行されることとなった。

## 内容
文字が片仮名（カタカナ）から平仮名（ひらがな）となり、文語体を廃して口語体が採用された。
また、現在の公用文に準じた表記が用いられることとなったため、送り仮名などの表記にも変更がなされた（例：取消→取消し、取消す→取り消す）。

### 一覧
この他、以下のように語句が変更されている。
- 事跡 -- 事由
- 生死分明 -- （対応語句なし）生死が明らかであること
- 取消し得べき行為 -- 取り消すことができる行為
- （対応語句なし）私権の享有 -- 権利能力
- 能力 -- 行為能力
- 調製する -- 作成する
- 意思の欠缺 -- 意思の不存在
- 毀滅する -- 滅失させ、（若しくは）損傷させる
- 毀損 -- 損傷
- 治術 -- 診療
- 習業者 -- （対応語句なし）専門学校等で技術の教授を受ける者
- 止宿 -- 寄宿
- 労力者 -- （対応語句なし）自己の労力を提供して報酬を得る者
- 木戸銭 -- 入場料
- 強暴 -- 暴行若しくは強迫
- 飼養主 -- 飼主
- 疆界 -- 境界
- 公路 -- 公道
- 定著物 -- 定着物
- 囲繞地 -- （対応語句なし）その土地を囲んでいる他の土地
- 水が阻塞する -- 水が閉塞する
- 水を隣地に注瀉する -- 水を隣地に注ぐ
- 溝渠 -- 溝、堀
- 公流 -- 公の水流
- 平分して -- 等しい割合で
- 枝を剪除する -- 枝を切除する
- 根を截取する -- 根を切り取る
- 地窖 -- 穴蔵
- 厠坑 -- し尿だめ（屎尿溜め）
- 水樋 -- 導水管
- 滲漏する -- 漏出する
- 拾得者 -- （対応語句なし）遺失物を拾った者
- 僕婢 -- 家事使用人
- 薪炭油 -- 燃料及び電気
- 出捐 -- （対応語句なし）費用の支出
- 労務者 -- 労働者

### 備考
なお、禁治産→成年後見や滌除→抵当権消滅請求などの変更は2004年の改正ではなく、それより前の制度変更に伴うものである。
2004年の改正は民法の現代語化を主眼としたものであり、文体こそ変わったものの、規定それ自体は従来のものからほとんど変更されていない。しかし、僅かながら実質的な改正もなされた。代表的な例として、保証契約の要式契約化、包括根保証の禁止など、根保証契約に関する規定が第465条の2乃至5に盛り込まれたことが挙げられる。

## その他の法典の現代語化
民法現代語化に先立ち刑法典が1995年（平成7年）に口語体を採用し、商法典も民法現代語化の翌年の2005年（平成17年）に会社法の制定に合わせて、第1編「総則」全ておよび第2編（旧第3編）「商行為」の一部（第1章から第4章）の口語体化の改正されている。これらにより言い換えられた語句は以下の通り（一部のみ）。
- 誣告罪 -- 虚偽告訴罪
- 贓物罪 -- 盗品等関与罪
- 牙保 -- 盗品等有償処分あっせん罪

民法典の文体の変更が主に民法現代語化と呼ばれるのに対し、刑法典における同旨の改正は刑法口語化と呼ばれることが多い。刑法口語化の行われた1990年代には市民に親しみやすい法律という点が強調されて「口語化」の語が採用されていたものが、民法現代語化の行われた2000年代には口語化ではなく「現代語化」と呼ぶ方が相応しいとされた事情による。また、2005年の商法典の改正(会社法に移行した部分を含む）は、字句や文体のみならず、合同会社の新設や会計参与の設置など実質的な変更点をも多く含むため、商法現代化と呼ばれる。
なお、商法典全部の現代化は、2019年4月に、商法及び国際海上物品運送法の一部を改正する法律（平成30年5月25日法律29号）が施行されてようやく完成し、六法全部の本則の口語体化が完成した。2020年現在においてもなお現代語化されていない法律には、軌道法・手形法・小切手法などがある。新憲法下にて成立した労働法や行政法等は元から現代語で記されているため、語句の変更は問題とならない。